# Columbus Short
Columbus Short (Kansas City, 19 settembre 1982) è un attore e coreografo statunitense.

## Carriera
Short debutta al cinema in un piccolo ruolo nel film SDF Street Dance Fighters, per poi apparire nella commedia Ammesso. In seguito ad un ruolo da protagonista nella pellicola destinata al mercato home video Save the Last Dance 2, Short viene scelto per il ruolo principale in Stepping. 
In seguito Columbus Short è apparso anche in This Christmas, Quarantena e Cadillac Records, oltre che in svariate produzioni televisive come Raven o E.R. - Medici in prima linea. È prevista la partecipazione dell'attore in un prossimo capitolo della saga cinematografica Arma letale.
Come coreografo è diventato particolarmente celebre per aver lavorato alle coreografie dei concerti Onyx Hotel Tour di Britney Spears con cui ha anche avuto una breve relazione.

## Filmografia

### Televisione
- E.R. - Medici in prima linea - serie TV, episodio 11x10 (2005)
- Giudice Amy - serie TV, episodio 6x16 (2005)
- Raven - serie TV, 2 episodi (2005-2006)
- Studio 60 on the Sunset Strip - serie TV, 10 episodi (2006-2007)
- Scandal - serie TV (2012-2018)

### Cinema
- SDF Street Dance Fighters (2004 - 2006)
- La guerra dei mondi (2005)
- Ammesso (2006)
- Save the Last Dance 2 (2006)
- Stepping - Dalla strada al palcoscenico (2007)
- This Christmas - Natale e altri guai (2007)
- Quarantena (2008)
- Cadillac Records (2008)
- Whiteout - Incubo bianco (2009)
- Blindato (Armored) (2009)
- The Losers (2010)
- Il funerale è servito (2010)
- Stepping 2 - La strada del successo (2010)
- The Girl is in Trouble (2011)

## Doppiatori italiani
- Roberto Gammino in Stepping - Dalla strada al palcoscenico, Cadillac Records, Stepping 2 - La strada del successo
- Alessandro Ballico in Whiteout - Incubo bianco, The Losers
- David Chevalier in Ammesso
- Simone D'Andrea in Save the Last Dance 2
- Massimo De Ambrosis in This Christmas - Natale e altri guai
- Fabrizio Manfredi in Blindato
- Paolo Vivio in Il funerale è servito
- Diego Baldoin in Scandal
- Simone Mori in Quarantena